# Frei empfangbares Fernsehen
Der Begriff frei empfangbares Fernsehen (auch: Free-TV) bezeichnet die Eigenschaft eines Fernsehprogramms, unverschlüsselt empfangen werden zu können – unabhängig von der Signalart (analog oder digital) oder dem Verbreitungsweg (per Antenne, Kabel, Satellit, Internet oder anders). Das Gegenteil von Programmen des frei empfangbaren Fernsehens sind verschlüsselte Programmangebote, das so genannte Bezahlfernsehen (Pay-TV), bekannt durch Produktnamen wie Teleclub, DF1 oder Sky Deutschland. Ausnahmen sind z. B. die Programme des ORF, die aus Lizenzgründen zwar verschlüsselt werden, jedoch von Österreichern durch Entrichtung von Rundfunkgebühren empfangen werden können. Gelegentlich wird alternativ zum Begriff Free-TV die im englischen Sprachraum gebräuchliche Bezeichnung Free-to-Air [ˌfɹiː təˈɛɹ] (kurz FTA) verwendet.

## Wirtschaftliche Aspekte
Auf dem deutschsprachigen Fernsehmarkt gehören zum frei empfangbaren Fernsehen die vor allem über Rundfunkgebühren finanzierten Fernsehprogramme der öffentlich-rechtlichen Rundfunksender (ARD, ZDF, Dritte, nicht jedoch ORF und SRF, da diese verschlüsselt sind) und einige kommerzielle Fernsehprogramme (u. a. Sat.1, ProSieben, RTL und Eurosport (diese nur in SD, HD ist Pay-TV) sowie QVC), die sich vor allem über Fernsehwerbung oder Teleshopping finanzieren. Sowohl hinsichtlich der Nutzerzahlen als auch der erzielten Umsätze stellt Free-TV im deutschsprachigen Raum wie in den meisten Ländern der Welt gegenüber Pay-TV das wesentlich größere Segment des Fernsehmarktes dar: Allein die Werbeerlöse der kommerziellen Fernsehveranstalter lagen 2011 in Deutschland mit 3,7 Milliarden Euro mehr als doppelt so hoch wie die gesamten Erlöse aus Pay-TV mit 1,5 Milliarden.
Frei empfangbares Fernsehen ist eine von mehreren Säulen der Verwertung von audiovisuellen Produkten wie Spielfilmen, Serien und Sportübertragungen. In der Regel erfolgt die Free-TV-Premiere eines Spielfilms mit gestaffeltem zeitlichen Abstand nach der Kino-Premiere, der Erstveröffentlichung (z. B. auf DVD) zunächst für den Verleih, später für den Einzelhandel, sowie der Erstausstrahlung im Pay-TV. Bei Sportübertragungen bietet das frei empfangbare Fernsehen häufig eine eingeschränkte Auswahl gegenüber konkurrierenden Angeboten im Pay-TV: So wird beispielsweise im deutschen frei empfangbaren Fernsehen pro Spieltag der UEFA Champions League nur eine einzige Begegnung live und in voller Länge übertragen, während im Pay-TV mehrere parallele Begegnungen desselben Spieltags angeboten werden.

## Privileg der Übertragung von Großereignissen
Im von den deutschen Bundesländern geschlossenen Rundfunkstaatsvertrag ist festgelegt, dass bestimmte „Ereignisse von erheblicher gesellschaftlicher Bedeutung“ in frei empfangbaren und allgemein zugänglichen Fernsehprogrammen ausgestrahlt werden und somit nicht exklusiv dem Pay-TV vorbehalten bleiben dürfen (§ 4). Auf diese Weise soll verhindert werden, dass große Teile der Bevölkerung aus kommerziellen Erwägungen der Fernsehveranstalter bzw. der Rechteinhaber von Übertragungen der massenattraktivsten Großereignisse ausgeschlossen bleiben. Die Schutzliste, für die diese Regelung gilt, umfasst derzeit die folgenden Sportveranstaltungen:
1. die Olympischen Sommer- und Winterspiele,
2. bei Fußball-Europa- und Weltmeisterschaften alle Spiele mit deutscher Beteiligung sowie, unabhängig von einer deutschen Beteiligung, das Eröffnungsspiel, die Halbfinalspiele und das Endspiel,
3. die Halbfinalspiele und das Endspiel um den Vereinspokal des Deutschen Fußball-Bundes,
4. Heim- und Auswärtsspiele der deutschen Fußballnationalmannschaft,
5. Endspiele der europäischen Vereinsmeisterschaften im Fußball (Champions League, Europa League) bei deutscher Beteiligung.[3]

Diese Regelung basiert auf der erstmals 1989 verabschiedeten Fernsehrichtlinie der Europäischen Union, der Richtlinie 97/36/EG von 1997 zu deren Änderung, sowie dem Europäischen Übereinkommen über grenzüberschreitendes Fernsehen des Europarates von 1989. Ähnliche Listen von Großereignissen, deren Übertragung im frei empfangbaren Fernsehen zu erfolgen hat, gelten in den meisten Staaten Europas. In Österreich und der Schweiz sind außer Sportveranstaltungen auch kulturell-gesellschaftliche Großereignisse für das frei empfangbare Fernsehen geschützt: In Österreich der Wiener Opernball und das Neujahrskonzert der Wiener Philharmoniker, in der Schweiz das Eidgenössische Schwing- und Älplerfest.